# CKY (Filmreihe)
CKY (Camp Kill Yourself) ist eine Reihe von Comedy-Videos, die von Bam Margera und Brandon DiCamillo produziert wurden. Sie besteht aus vier Teilen, Landspeed Presents: CKY, CKY2K, CKY3 und CKY4: The Latest & Greatest.
Margera und seine „Crew“, die vor allem aus den Fernsehserien Jackass und Viva La Bam bekannt sind, stellen hierbei halsbrecherische Aktionen und Stunts dar, ähnlich denen der Jackass-Serie. Die Filmreihe enthält außerdem häufige Skate-Szenen von Margera und anderen Profiskatern, sowie eine Dokumentation über den Ursprung der Band CKY.
Einige Darsteller waren auch in Jackass zu sehen, unter anderem Margera, DiCamillo, Ryan Dunn, Rake Yohn und Raab Himself. Daneben sind auch Bams Bruder Jess Margera sowie die Mitglieder der Band CKY (Deron Miller und Chad Ginsburg) zu sehen. Die Stunts und Aktionen der Darsteller werden oft musikalisch von Songs der Band untermalt.

## Filme
- Landspeed Presents: CKY (1999)
- CKY2K (2000)
- CKY3 (2001)
- CKY4: The Latest & Greatest (2002)